# The Lunch Date
Pour plus de détails, voir Fiche technique et Distribution.
The Lunch Date est un court métrage réalisé par Adam Davidson et sorti en décembre 1989.
Il a été récompensé par la Palme d'or du court métrage à Cannes en 1990 et de l'Oscar du meilleur court métrage en prises de vues réelles en 1991.

## Synopsis
Une femme heurte un homme en entrant dans une gare. Il tente de l'aider à ramasser ses affaires et elle proteste. Cet incident lui fait rater son train, et quand elle quitte la gare, elle ne retrouve pas son portefeuille. Elle se rend alors dans une cafétéria et prend une salade, en informant le garçon qu'elle peut ne pas avoir assez d'argent. Elle se rend compte qu'elle n'a pas de couverts, et retourne au comptoir chercher une fourchette. Quand elle revient, elle trouve un homme afro-américain qui semble être sans-abri en train de manger sa salade. Elle s'assoit et informe l'homme que c'est sa salade. Il l'ignore d'abord, puis rit à ses protestations. Elle réalise ultérieurement que l'homme en question ne lui avait pas volé sa salade, mais mangeait bien la sienne.

## Fiche technique
- Réalisation et scénario : Adam Davidson
- Producteur : Garth Stein
- Production : université Columbia, City of New York
- Musique : Thomas Cabaniss
- Image : Anghel Decca
- Date de sortie : 3 décembre 1989

## Distribution
- Scotty Bloch (en)
- Clebert Ford
- Bernard Johnson
- Paul Sarnoff

## Nominations et récompenses
- 1990 : Palme d'or du court métrage[1]
- 1991 : Oscar du meilleur court métrage en prises de vues réelles
- Sélectionné dans le National Film Registry en 2013[2]